# Harald Lundström (politiker)
Gustaf Harald Lundström (i riksdagen kallad Lundström i Boden), född 20 oktober 1890 i Överluleå, död 30 juli 1982 i Hässelby, var en svensk direktör och politiker (högerman). 
Harald Lundström var riksdagsledamot i andra kammaren för Norrbottens läns valkrets 1929-1932.